# Alpinia glabra
Alpinia glabra är en enhjärtbladig växtart som beskrevs av Henry Nicholas Ridley. Alpinia glabra ingår i släktet Alpinia och familjen Zingiberaceae.

## Underarter
Arten delas in i följande underarter:
- A. g. reticulata
- A. g. glabra